# Utricularia magna
Utricularia magna — вид рослин із родини пухирникових (Lentibulariaceae).

## Етимологія
Видовий епітет від лат. magnus — «великий» і стосується надзвичайно великих пасток.

## Біоморфологічна характеристика
Середня, наземна, трав'яниста, ймовірно, однорічна рослина. Ризоїди капілярні, прості, у довжину до 20 мм. Столони нечисленні, ниткоподібні, порожнисті, у довжину 20–30 мм, у товщину 0.2–0.3 мм. Листки численні; пластинка зворотнояйцеподібна чи лінійно-зворотнояйцеподібна, 5–10 × 0.1–0.22 мм, верхівка закруглена. Пастки численні, 1.2–7.2(10) мм завдовжки, рот базальний. Суцвіття поодинокі чи попарно, прямовисні, 150–270(300) мм завдовжки. Квітки 1–4, попарно на витягнутій осі. Частки чашечки нерівні; верхня частка ≈ 3 мм завдовжки, 2.2 мм завширшки, широкояйцеподібна з закругленою верхівкою; нижня частка ≈ 1.7 мм завдовжки, 1.2 мм завширшки, з виїмчастою верхівкою. Віночок світло-пурпуровий чи світло-ліловий, 12–13 мм завдовжки. Коробочка куляста, 3.5 мм у діаметрі. Насіння зворотнояйцеподібне, ≈ 0.5 × 0.22 мм. Пилок ≈ 28 × 28 мкм. Квіти і плоди фіксуються в січні — квітні.

## Середовище проживання
Вид росте в Австралії — Західна Австралія.
Відомий лише з південного краю природного заповідника Принс-Ріджент, де він обмежений тротуарами з пісковика.